# Gråhuvad attila
Gråhuvad attila (Attila rufus) är en fågel i familjen tyranner inom ordningen tättingar.

## Utseende och läte
Gråhuvad attila är en stor tyrann med grått huvud som kontrasterar tydligt mot rostfärgat bröst och gulaktig undersida. Fåglar i Bahia är delvis roströda på strupen och vit på hakan. Arten liknar roststjärtad attila men saknar dennas rostfärgade strupe. Lätet är en vittljudande serie med visslingar som upprepas under långa perioder.

## Utbredning och systematik
Gråhuvad attila delas in i två underarter:
- Attila rufus hellmayri – förekommer i tropiska östra Brasilien (centrala Bahia)
- Attila rufus rufus – förekommer i tropiska sydöstra Brasilien (från Minas Gerais till Rio Grande do Sul)

## Levnadssätt
Gråhuvad attila hittas i fuktiga skogar. Den kan ses i alla skikt och följer ibland kringvandrande artblandade flockar. Vanligen sitter den helt stilla innan den plötsligt gör utfall för att fånga insekter i luften.

## Status och hot
Arten har ett stort utbredningsområde, men tros minska i antal, dock inte tillräckligt kraftigt för att den ska betraktas som hotad. Internationella naturvårdsunionen IUCN listar arten som livskraftig (LC).